# Freewinds
Le Freewinds est un ancien navire de croisière, un petit paquebot construit en 1968, exploité par International Shipping Miami/International Shipping Partners, et depuis 1985 détenu par San Donato Properties (une société liée à l'Église de Scientologie qui utilise ce bateau pour y dispenser ses cours pour les adeptes de haut niveau).
Il a été exploité par Commodore Cruise Line, une compagnie de croisière fondée en 1966 par Sanford Chobol et Edwin Stephan, basée à Hollywood, en Floride, qui a fonctionné de 1968 à 2001 avant de faire faillite en raison de la hausse des coûts du fioul et d'une concurrence accrue d'autres compagnies de croisières,,. Son port d'attache est actuellement Curaçao, devant les côtes du Venezuela.

## Histoire

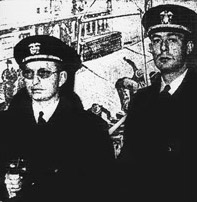
Ron Hubbard (ici avec Thomas Moulton) a fait partie de l'US Navy durant la Seconde Guerre mondiale (ici à Portland, Oregon) en 1943

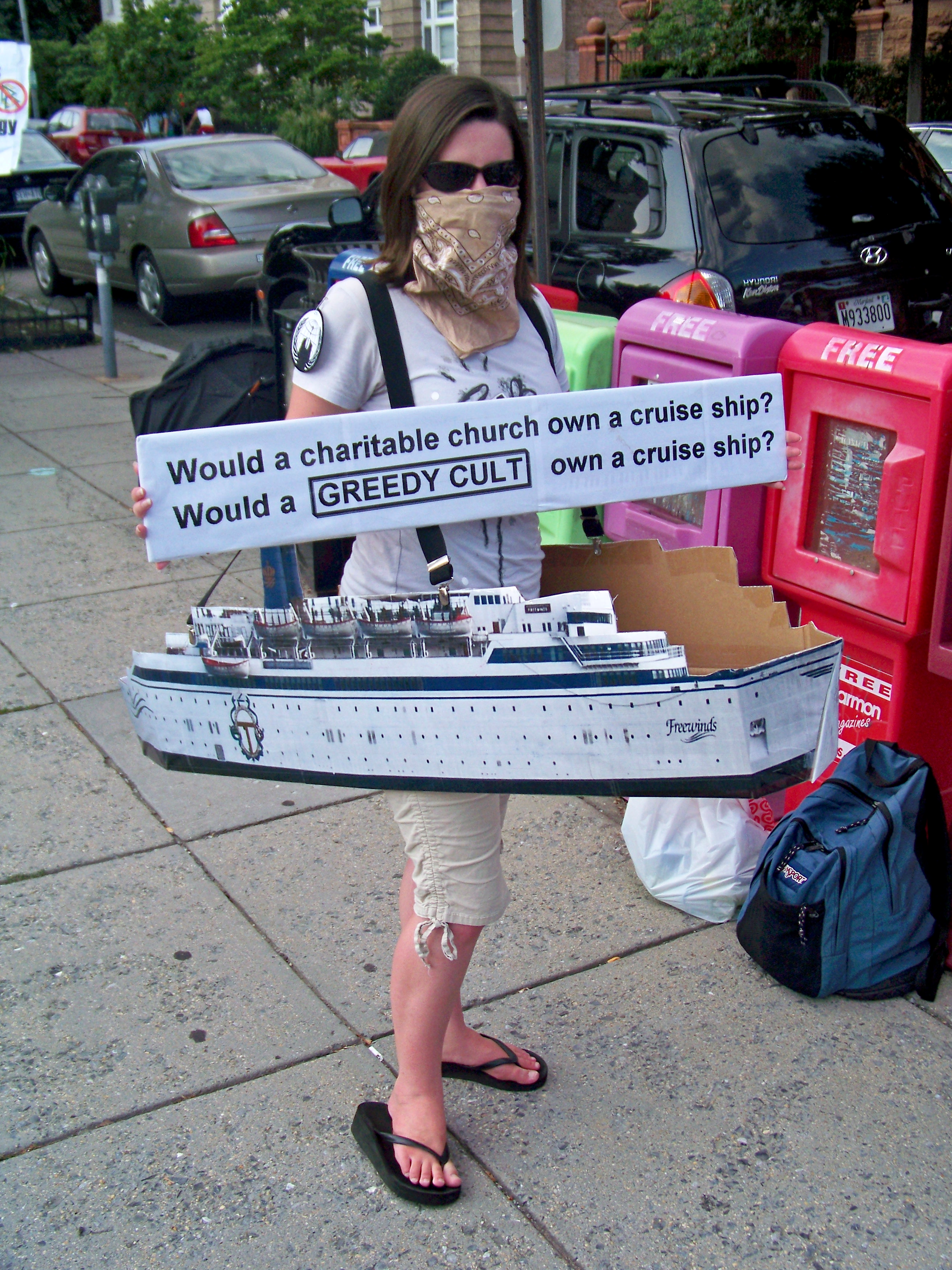
Lors d'une manifestation contre l'Église de scientologie, une jeune femme, dans une 'maquette' représentant le Freewinds, brandit une pancarte où sont écrites deux questions :
- Une véritable église possèderait elle un navire de croisière ?
- Un culte avide possèderait-il un navire de croisière ? La photo a été prise lors de la marche Over 9000 Anon, organisée pour s'opposer aux pratiques de secte de l'Église de scientologie (19 juillet 2008, Washington).

Ce navire, achevé en 1968 par le chantier naval de Wärtsilä à Turku en Finlande sous le nom de Bohème pour Wallenius Lines, a été le premier d'une série de 4 bâtiments construits dans ce pays. D'abord prévu pour être un ferry, il a été aménagé comme navire de croisière destiné à des voyages de 7 nuits au départ de Miami (jusqu'en 1981).
Deux ans plus tôt, une compagnie, Commodore Cruise Line, créée par Sanford Chobol et Edwin Stephan en 1966 (la même année que la Norwegian Caribbean Line) préparait ses opérations,. Le groupe hôtelier de Floride Chobol, avait déjà exploité un paquebot brésilien (Princess Leopoldina) lors d'une série de croisières au départ de la Floride en 1962. Pour concurrencer le MS Sunward (1966) de NCL, Commodore a conclu un accord avec la société suédoise Wallenius Lines, qui a alors acquis le contrat de construction d'un ferry à moitié terminé sur le chantier naval de Wärtsilä Turku en Finlande.  Ce ferry avait été commandé par la société suédoise Lion Ferry comme ferry/navire de croisière combiné, mais Lion Ferry avait ensuite annulé sa commande.
Wallenius Lines a alors nommé ce navire incomplet « MS Bohème » et l'a fait terminer comme navire de croisière .
Une fois livré, il doit été affrété pour Commodore. Son premier voyage est à destination de Stockholm (où était le siège social de Wallenius Lines) pour une présentation à des invités. Puis, de là, il doit rejoindre Miami, avec de premiers passagers payants à bord. Ce voyage inaugural est écourté, car au large de Dalarö, dans l'archipel de Stockholm, le navire heurte un haut-fond, qui endommage la coque et les réservoirs de carburant. Des canots de sauvetage doivent être utilisés pour évacuer tous les passagers. Le navire est renfloué en trois jours, puis remorqué jusqu'au chantier naval Finnboda à Nacka pour une semaine de réparations, après quoi il repart vers Miami (sans passagers cette fois)".
Il effectue sa première croisière de Miami à Saint Thomas le 7 décembre 1968.Grâce au Bohème, Commodore Cruise Line est devenue la première compagnie à offrir des croisières d'une semaine au départ de la Floride.
En 1973, Lion Ferry et Fred Olsen achètent des parts de Commodore. En conséquence, le MS Bolero de Lion Ferry rejoint le Bohème dans la flotte de la Commodore pour les saisons hivernales de l'hémisphère nord de 1973 à 1976 (le Bolero a passé des étés aux États-Unis et a été mis au service de traversier du Canada pour Lion Ferry),.
Depuis sa première année de service, le Bohème connait cependant des problèmes importants de climatisation, en raison de l'inexpérience de son chantier naval en termes de navigation dans les climats chauds des Caraïbes, au point qu'en en 1980 le navire est renvoyé en Europe où le chantier naval Blohm + Voss de Hambourg, reconstruit tout le système de climatisation dotant le navire d'un compresseur à vis supplémentaire et de deux générateurs d'eau douce supplémentaires. Après cette rénovation et un retour aux Etats-Unis, en 1984, le Bohème reprend du service avec un itinéraire Miami-Puerto Plata-Saint Thomas-San Juan-Cap-Haïtien-Miami, toute l'année, devenant le premier navire à proposer toute l'année des croisières de sept nuits au départ de Miami. Il est aussi le premier à faire escale à Puerto Plata et à proposer des traversées régulières vers le Cap Haïtien.
En 1981, Commodore Cruise Line est achetée par la société finlandaise Rederi Ab Sally (ou Sally Shipping GmbH), qui achète aussi le Bohème de Wallenius Lines,.
Ce nouveau propriétaire fait immatriculer le Bohème par la Hanseatic Caribbean Shipping Co Inc sous pavillon de complaisance (au Panama). La plupart des officiers allemands démissionnent en raison de la dégradation des conditions de travail ; ils sont remplacés par des Scandinaves. Puis, un an plus tard, ce sont les équipages de pont et de moteur allemands sont remplacés par des Philippins (initialement destinés à un autre navire le Navarino, que la compagnie Sally vient d'abandonner car gravement endommagé lors du chavirage de sa cale sèche).
Brièvement, de novembre 1982 à août 1983, le Bohème est affrété par Saitecin Cruises, basé à Brasilia, pour des croisières en Amérique du Sud. Il fait aussi une croisière au départ de Miami puis retourne à nouveau en Allemagne de l'Ouest pour être rénové, cette fois à Bremerhaven, où deux nouveaux générateurs diesel y sont installés et une grande partie des décorations intérieures remplacées. Il reçoit aussi une nouvelle livrée extérieure.
Remis en service en 1984, le Bohème est placé sur un nouvel itinéraire Miami-Port-au-Prince-Port Antonio-Grand Cayman-Cozumel-Miami, mais le calendrier s'avère trop serré quand la  météo est mauvaise et en outre, des problèmes de moteur font que cet itinéraire est abandonné en novembre 1984 au profit d'un affrètement chez SeaEscape pour un service de ferry Miami-Freeport.
En février 1985, Commodore Cruise Line récupère le bateau, cette fois avec une croisière de 7 jours au départ de Saint-Pétersbourg (Floride) pour des retraités de la côte ouest (Saint-Pétersbourg-Key West-Port Antonio-Cozumel-Saint-Pétersbourg). Cette offre de croisière est close quand Rederi Ab Sally, alors en difficulté financière vends le Bohème à une société écran (San Donato Properties, basée dans un paradis fiscal, le Panama), en septembre 1986, pour la somme de 10 millions de dollars américains (soit environ  23 610 000 dollars de 2020) pour être mis à disposition de l'Église de Scientologie. Le bateau, alors rebaptisé Freewinds, devient le quartier général, et le principal centre de formation et de décision de l'Église de Scientologie.

## Un paquebot au service de la Scientologie

### Projet
En 1984, l'Église de Scientologie Internationale (ESI), qui chapeaute le réseau des Églises et centres de formation de la Scientologie dans le monde, annonce dans un communiqué son intention d'acquérir un navire où dispenser des cours de Scientologie de haut niveau.
Un des arguments avancés pour cet achat est qu'à la fin des années 1960 Ron Hubbard, le fondateur de cette secte/religion avait administré ses premiers cours de niveaux OT à bord d'un navire.
25 ans plus tard, après la mort du fondateur, l'ESI estime qu'un navire de haute mer serait le lieu le plus appropriée pour notamment enseigner à ses adeptes à atteindre un niveau dit niveau OT VIII, niveau qui nécessite selon l'organisation-mère, un environnement complètement sûr, esthétique et sans distraction.

### Aspects commerciaux
Selon une ancienne cadre du Freewinds interrogée en 2011, à cette époque « les cours sur le Freewinds combinent des études de livres indépendantes, de activités coopératives et des séances de conseil personnel… La plupart des « invités » passent deux ou trois mois à bord. Les conseils préparatoires et à bord coûtent chacun de 15 000 $ à 30 000 $.L'hébergement coûte environ 1 000 $ par semaine, nourriture comprise. De plus, des représentants de l'Association internationale des scientologues demandent des dons en plus de ce que les invités ont déjà payé ».

### Achat du navire
Une entité baptisée Flag Ship Trust (FST) est créée au Royaume-Uni, en décembre 1985, grâce à un don de 5 millions de dollars américains fait par l'Association internationale des scientologues.
En septembre 1986, la FST achète le Bohème, le rebaptise « Freewinds », et le réaménage pour permettre son utilisation au service de l'église de Scientologie. Le navire est opérationnel pour ce faire en juin 1988.

### Gestion administrative du navire
Elle est organisées via un réseau complexe de sociétés et d'entités dirigées par l'église de scientologie, dont la plupart appartiennent à la FST.
Le bâtiment appartient à San Donato Properties, une société panaméenne dont FST est l'unique actionnaire. Mais une autre société panaméenne, appartenant à FST, la Transcorp Services, détient l'hypothèque sur le Freewinds. Une autre société (FSS Organization) basée aux Antilles néerlandaises sera chargée de payer certaines taxes sur le navire aux autorités locales (i.e.des Antilles néerlandaises). Majestic Cruise Lines est une autre société (également basée au Panama), qui exploite le Freewinds, recevant un paiement de FSSO pour l'utilisation du navire. Une autre société basée aux Antilles néerlandaises, MCL Services, fournit des services d'assistance à terre et de liaison pour Majestic Cruise Lines et FSSO depuis le port d'attache officiel de Freewinds Curaçao.
À la suite de l'accord d'exonération fiscale obtenu par l'Église de Scientologie auprès de l'Internal Revenue Service des États-Unis en 1993, ces dispositions ont été simplifiées : les responsabilités de Majestic Cruise Lines devaient être transférées à FSSO, Majestic elle-même étant dissoute et FSS Organization étant dissoute car elle n'était plus requise à des fins de déclaration fiscale aux Antilles néerlandaises. 
Cependant, la société Majestic a persisté et facture toujours activement les entrées de visiteurs dans le Freewinds.
Enfin, les cours de Scientologie (payants) sont dispensés à bord du navire par la Flag Ship Service Organization (FSSO), qui est une autre émanation de l'Église de Scientologie.

## La gestion technique du navire
Elle est entièrement assurée par un personnel dédié, entièrement composé de scientologues, tous issus de l'élite paramilitaire de l'église, la Sea Organization.

## Suspicion de trafic de drogue
Valeska Paris, évoque le raid surprise mené sur le Freewinds abordé au mouillage en mer par la police française, en 1999, alors qu'il était ancré devant les côtes de Saint-Barth.
Selon Valeska Paris, son beau-père, Albert Jaquier, un millionnaire self-made man français recruté par la scientologie et conduit jusqu'au niveau « OT VII » (haut-niveau dans la hiérarchie scientologique proposée aux adeptes), s'est suicidé à bord du Freewinds le 11 décembre 1994 (âgé de 59 ans) après que l'église et plusieurs scientologues l'ait dépouillé de tout son argent (plusieurs millions de dollars) et conduit à la faillite, sans qu'il puisse se tourner vers la justice. Albert Jaquier a laissé un journal autobiographique expliquant son geste (texte mis en ligne de manière posthume par sa femme, à la demande d'Albert Jaquier lui-même).

### Navires précédents

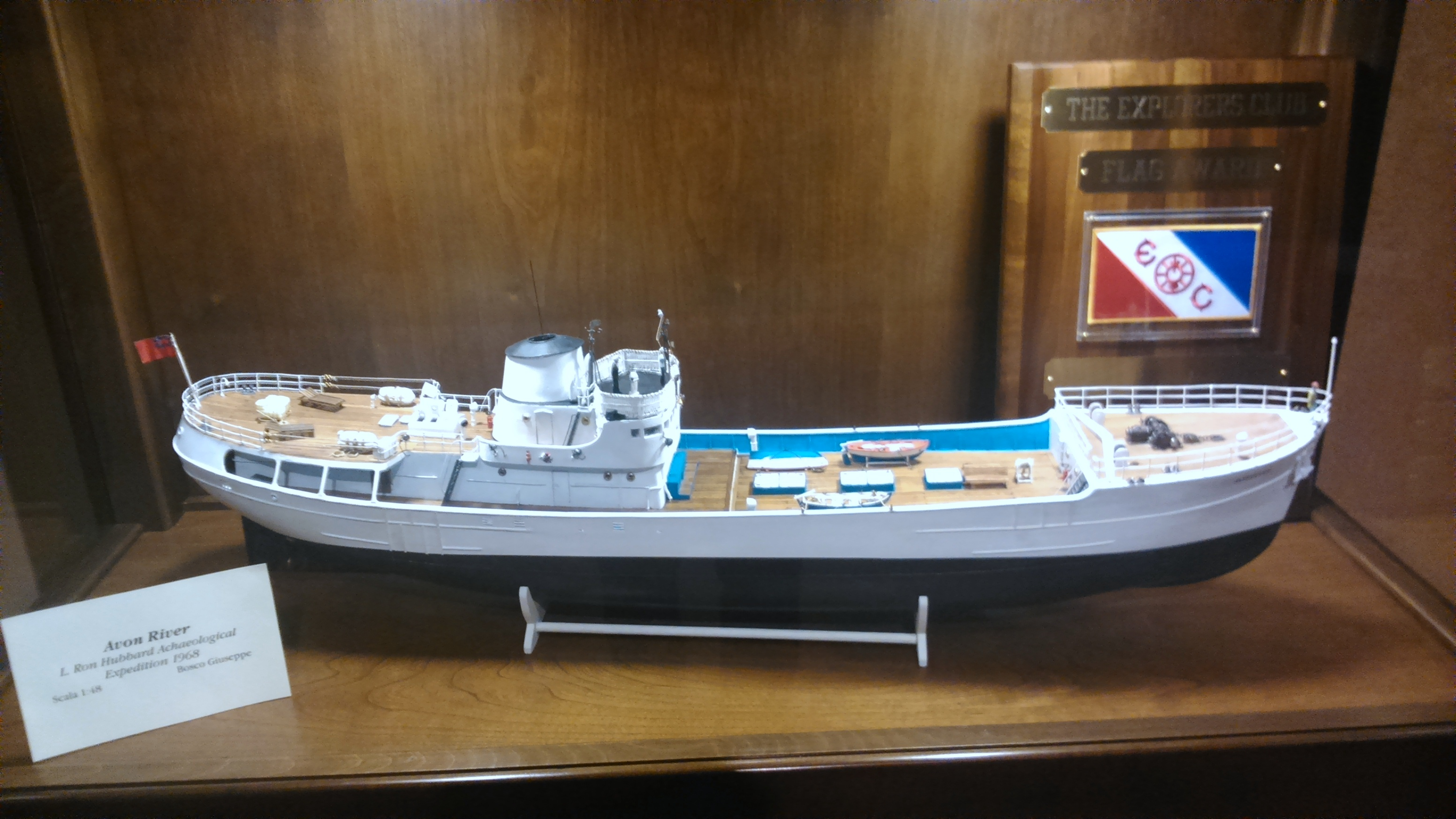
Maquette de lAvon River, bateau de L. Ron Hubbard (musée de la mer de Castellamare del Golfo ; Sicile)

Le Freewinds est en réalité le cinquième navire acquis par l'Église de Scientologie. Les quatre autres étaient :
- le Royal Scotsman, acheté à la compagnie Burns & Laird en 1967, renommée Apollo, pour servir de navire amiral de la Sea Org, ainsi que de résidence à L. Ron Hubbard et sa famille (ce navire est un type de navire similaire à l'USS Algol, cargo sur lequel Hubbard a servi de décembre 1943 à septembre 1944). Il a été le siège de l'Église de Scientologie jusqu'à ce que l'église établisse un nouveau siège à Clearwater, en Floride, en 1975. Il sera détruit en 1984[12] ;
- l'Enchanter (plus tard rebaptisé Diana) ;
- l'Avon River (plus tard Athena) ;
- le Nekambi.

Tous ces navires ont été mis au rebut.

La plaque signalétique du Diana a cependant été conservée et exposée à bord du Freewinds.
L'église de scientologie a aussi exploité deux navires qui ont servi durant la Seconde Guerre mondiale, de la fin des années 1960 au début des années 1970 ; amarrés à San Pedro (Californie) ils servaient à former les nouveaux membres de la Sea Org : 
- le SC Bolivar (chasseur de sous-marins) ;
- le T.S.M.Y. Excalibur.

## Utilisation par la Scientologie
Freewinds est le centre exclusif de formation pour les adeptes de niveau OT VIII (Operating Thetan Level 8), le plus haut niveau de Scientologie (et le dernier des niveaux OT publiés).Les membres de l'Église de Scientologie qui ont atteint les niveaux les plus élevés doivent y recevoir leur formation ; cela a été par exemple le cas des acteurs Tom Cruise et Jason Beghe (qui y est passé trois fois avant de quitter la secte).
Outre pour cette formation spécifique (OT VIII) le Freewinds est aussi un lieu où les adeptes reçoivent des « cours » de niveaux inférieurs, subissent les auditions prescrites par l'église de scientologie.
Le navire dispose notamment d'un restaurant panoramique de luxe, d'un salon, d'un cabaret, d'une piscine, d'une salle de cinéma et d'un salon de beauté, et il offre diverses activités récréatives choisies par et pour des scientologues.
Chaque mois de juin, le navire (doté de plus de 1000 cabines) accueille un "Freewinds Maiden Voyage", animé par le chef spirituel de la scientologie. Cette croisière-anniversaire est aussi un "Sommet OT" pour les scientologues de haut rang. Les projets et réalisations de la Scientologie y sont présentés et célébrés, ainsi que la mémoire des navires précédents et de Ron Hubbard lui même (qui y dispose, bien que mort avant l'achat du paquebot, d'une cabine personnelle).
Une partie importante du vaste navire est consacrée à une utilisation pour la retraite religieuse de scientologues. Outre des salles de cours et une bibliothèque où consulter les nombreux livres de L. Ron Hubbard, le Freewinds abrite des espaces consacrés au Centre de technologie religieuse, à la Sea Org et à l'Association internationale des scientologues.
Comme souvent dans d'autres organisations de Scientologie, le navire dispose aussi d'un "bureau LRH" symboliquement réservé à l'usage de L. Ron Hubbard, bien que Hubbard soit mort en janvier 1986, environ neuf mois avant l'achat du navire.

## Autres utilisations
Selon l'église de scientologie, le Freewinds accueille souvent des événements spéciaux dans les ports qu'il fréquente (Aruba, Bonaire et Curaçao), Des concerts de jazz et d'artistes locaux, des projections de films y sont organisés, souvent gratuits ou soutenant des œuvres caritatives insulaires via des frais d'entrée ou des suggestions de dons ; Il accueille aussi des conférences et des événements internationaux de la scientologie.

## Allégations d'abus à bord (travail des enfants, abus psychiques et sexuels, privation de liberté)
En 2011, Valeska Paris (anciennement membre de la Sea Org) a rapporté qu'elle avait été emprisonnée durant 6 ans (de septembre 1996 à décembre 2007) à bord du Freewinds ; née dans l'église de la scientologie, elle est entrée dans la Sea Org en 1992 - à l'âge de 14 ans-  et avoir été envoyée sur le Freewinds, à l'âge de 18 ans, après le suicide de son beau-père Albert Jaquier, un scientologue et homme d'affaires prospère qui a perdu toute sa fortune au profit de l'église et s'est suicidé en laissant un journal où il dit avoir été poussé à bout par la Scientologie, ce qui a contribué à dégrader l'image de la secte, d'autant que sa mère a alors également dénoncé l'église pour avoir maltraité son ex-mari Albert. Valeska, qui était antérieurement « messagère » pour David Miscavige s'attendait à y rester deux semaines, mais son passeport lui a été retiré et elle a été détenue à bord durant six ans, forcée à travailler pour la secte durant 12 ans, avec interdiction de téléphoner et de quitter le navire sans escorte. Elle devait nettoyer les ponts, nettoyer à mains nues l'amiante tombé dans la salle des machines, jusqu'à 4 heures du matin pendant les six premiers mois, sans aucun congé. Elle a ensuite été affectée au restaurant du navire, servant des membres d'élite de l'organisation (dont Tom Cruise, précise-t-elle) ; « ils passaient tout leur temps à plonger et à jouer sur un yacht à 2 000 $ par jour avec Miscavige, pendant ce temps, nous travaillions dans des conditions horribles », affirme-t-elle.
Son histoire a été corroborée par une ancienne cadre du navire et de la Sea Org : « [Valeska] a dit très clairement qu'elle ne voulait pas être là. Elle avait été envoyée sur le navire pour ne pas être contact avec l'un de ses parents et ce n'est pas ce qu'elle voulait, elle était très, très angoissée » ; l'Église de Scientologie a nié les affirmations de Valeska, déclarant qu'elle faisait partie de l'équipage en tant que travailleuse religieuse bénévole et qu'elle était là de son plein gré. Elle dit aussi avoir été sexuellement abusée. D'autres anciens adeptes ont aussi affirmé avoir été retenus dans divers autres sites que ce navire.

## Problèmes sanitaires et environnementaux

### Épidémies
Le 29 avril 2019, le Freewinds, avec environ 300 scientologues à son bord, a été placé en quarantaine à Sainte-Lucie après qu'un membre de l'équipage a contracté la rougeole ; Le ministère de la santé de Sainte-Lucie a apporté 100 doses de vaccin au navire, qui a ensuite rejoint son port d’attache (Curaçao) où les 300 adeptes sont restés à bord en attente des résultats d'analyses sanguines faites sur chaque passagers.

### Amiante cancérigène
En avril 2008, le Freewinds a été provisoirement fermé après la découverte d'amiante par les inspecteurs de la santé du gouvernement lors d'un entretien par la Curaçao Drydock Company,.
Il s'agissait d'amiante bleu, la forme la plus dangereuse d'amiante, et le navire a été diagnostiqué « largement contaminé ». Selon InsuranceNewsNet : « la décontamination, si elle est même possible, coûtera probablement des dizaines de millions de dollars et entraînera la mise en cale sèche du navire pendant de nombreux mois »".
Cette « découverte » confirmait en réalité une alerte faite en 2001 par l'ancienne scientologue Lawrence Woodcraft, (qui avait supervisé la grande rénovation du Freewinds en 1987),. De son côté, le capitaine du Freewinds a aussi admis que lors d'entretiens antérieurs effectués par son personnel, de l'amiante avait été rejeté dans le système de ventilation (mais cette information n'avait pas été signalée aux autorités),.
L'Église de Scientologie a pour sa part nié qu'il y ait eu un quelconque risque pour la santé lié à la présence d'amiante à bord, déclarant en mai 2008 qu'« il n'y a pas maintenant et n'y a jamais eu de situation d'exposition à l'amiante sur le Freewinds » Karin Pouw, porte-parole de l'Église de Scientologie, a déclaré au Magazine Radar que la qualité de l'air intérieur à bord du navire était régulièrement testée et « respecte ou dépasse toujours les normes américaines », et le rapport de Radar était « offensant et tout simplement faux », confirmant que le navire embarquerait pour sa prochaine croisière dans les Caraïbes le 8 mai, comme prévu (ce qui ne sera pas le cas).

L'Église a ensuite en effet du faire appel à Nordica Engineering pour effectuer des rénovations sur le Freewinds, en niant la présence d'amiante bleu lors des pourparlers. Pour rénover les zones concernées du navire, Nordica a fait venir 240 travailleurs polonais, lesquels ont vécu sur le Freewinds durant un mois et demi. Ces travailleurs ont dit à Nordica qu'il y avait de l'amiante bleu sur le navire, ils ont arrêté la rénovation et sont retournés en Pologne. Witold Maliński a déclaré que Nordica demanderait une indemnisation au nom de ses travailleurs exposés.
Le Freewinds a aussi été remarqué dans le port de Bonaire pour la quantité d'eaux usées qu'il déverse régulièrement dans la fosse à déchets intérieure de l'île,.

## Sources